# Thereus endera
Thereus endera is een vlinder uit de familie van de Lycaenidae. De wetenschappelijke naam van de soort werd als Thecla endera in 1867 gepubliceerd door William Chapman Hewitson.

## Synoniemen
- Thecla thestia Hewitson, 1869
- Strymon angulus Le Crom & Johnson, 1997